# Bokermannohyla itapoty
Bokermannohyla itapoty är en groddjursart som beskrevs av Lugli och Célio F.B. Haddad 2006. Bokermannohyla itapoty ingår i släktet Bokermannohyla och familjen lövgrodor. IUCN kategoriserar arten globalt som livskraftig. Inga underarter finns listade.